# Lasioglossum acanthostomum
Lasioglossum acanthostomum är en biart som först beskrevs av Cockerell 1942.  Lasioglossum acanthostomum ingår i släktet smalbin, och familjen vägbin. Inga underarter finns listade i Catalogue of Life.